# Euchaetis pungens
Euchaetis pungens là một loài thực vật có hoa trong họ Cửu lý hương. Loài này được (Bartl. & H.C.Wendl.) I.Williams mô tả khoa học đầu tiên năm 1974.